# Thijs ter Horst
Thijs ter Horst (Almelo, 18 de setembro de 1991) é um voleibolista holandês. Atua como ponta na Seleção Neerlandesa.

## Títulos
Clubes
Campeonato da Holanda:
- 2011

Campeonato Sul Coreano:
- 2018

Supercopa Italiana:
- 2020[2]

Campeonato Italiano:
- 2021

Seleção principal
Liga Europeia:
- 2012
- 2019